# Mouvance autonome en France
 (mai 2025).
La mise en forme du texte ne suit pas les recommandations de Wikipédia : il faut le « wikifier ».
Les points d'amélioration suivants sont les cas les plus fréquents. Le détail des points à revoir est peut-être précisé sur la page de discussion.
- Les titres sont pré-formatés par le logiciel. Ils ne sont ni en capitales, ni en gras.
- Le texte ne doit pas être écrit en capitales (les noms de famille non plus), ni en gras, ni en italique, ni en « petit »…
- Le gras n'est utilisé que pour surligner le titre de l'article dans l'introduction, une seule fois.
- L'italique est rarement utilisé : mots en langue étrangère, titres d'œuvres, noms de bateaux, etc.
- Les citations ne sont pas en italique mais en corps de texte normal. Elles sont entourées par des guillemets français : « et ».
- Les listes à puces sont à éviter, des paragraphes rédigés étant largement préférés. Les tableaux sont à réserver à la présentation de données structurées (résultats, etc.).
- Les appels de note de bas de page (petits chiffres en exposant, introduits par l'outil «  Source ») sont à placer entre la fin de phrase et le point final[comme ça].
- Les liens internes (vers d'autres articles de Wikipédia) sont à choisir avec parcimonie. Créez des liens vers des articles approfondissant le sujet. Les termes génériques sans rapport avec le sujet sont à éviter, ainsi que les répétitions de liens vers un même terme.
- Les liens externes sont à placer uniquement dans une section « Liens externes », à la fin de l'article. Ces liens sont à choisir avec parcimonie suivant les règles définies. Si un lien sert de source à l'article, son insertion dans le texte est à faire par les notes de bas de page.
- La présentation des références doit suivre les conventions bibliographiques. Il est recommandé d'utiliser les modèles {{Ouvrage}}, {{Chapitre}}, {{Article}}, {{Lien web}} et/ou {{Bibliographie}}. Le mode d'édition visuel peut mettre en forme automatiquement les références.
- Insérer une infobox (cadre d'informations à droite) n'est pas obligatoire pour parachever la mise en page.

Pour une aide détaillée, merci de consulter Aide:Wikification.
Si vous pensez que ces points ont été résolus, vous pouvez retirer ce bandeau et améliorer la mise en forme d'un autre article.
Pour un article plus général, voir Mouvement autonome.

Symbole des squatters.

Le Mouvement Autonome en France est une tendance socioculturelle et politique qui tire ses influences de l'anarchisme et du situationnisme. En réference au concept d'autonomie ouvrière, il préconise l'indépendance vis-à-vis des partis politiques, des syndicats, de l'État (par le rejet de l'électoralisme ou des pratiques réglementées par la loi), du capitalisme (par le rejet des relations commerciales) et surtout, l'autonomie de chaque groupe local par rapport à toute organisation centralisée.
Les autonomes se distinguent principalement des groupes d'extrême gauche et des groupuscules anarchistes par leur recours à des formes d'action illégales, une critique radicale du travail salarié, la recherche du plaisir immédiat et une vie plus ou moins communautaire. Ces caractéristiques font du Mouvement Autonome un phénomène unique dans le paysage politique et social français.

## Description
La mouvance autonome en France a toujours été, et est toujours, divisée en des dizaines de groupes parisiens, régionaux et locaux indépendants les uns des autres. Certains rassemblent des individus autour d'une idéologie et d'une praxis. La plupart s'inspirent en partie des thèses situationnistes, et refusent toute idéologie et dogmes figés. Ses pratiques illégales comprennent le squat, l'autoréduction, l'émeute, le sabotage et la lutte armée. Les autonomes se distinguent aussi par leur forme d’organisation basée sur la démocratie directe et l’autonomie de chaque groupe. Cette forme d’organisation peut se décliner de différentes manières : coordinations composées de délégués de chaque groupe, assemblées générales, mais aussi et le plus souvent réseau informel, voire inorganisation ou désorganisation. Certains groupes ont un fonctionnement plus autoritaire, avec ses chefs et ses leaders. Le mouvement autonome en France se fonde avant sur tout le rejet de l’extrême gauche traditionnelle, sous sa forme trotskyste, ou maoïste ou anarchiste. Le mouvement rassemble des groupes liés au mouvement ouvrier, puis aux nouveaux mouvements sociaux. Les médias réduisent habituellement le mouvement autonome à sa dimension violente.
Les autonomes sont classés par la plupart des journalistes et historiens à l'extrême gauche. Les conseillistes sont issus de l'ultragauche. Les autonomes se distinguent de l'ultra-gauche par leur insurrectionnalisme, leur antifascisme et leur soutien aux luttes de libération nationale. Pour les conseillistes, l'insurrection est menée par un mouvement de masse rassemblant la majorité de la classe ouvrière dans le cadre d'une grève générale : les conseils insurrectionnels. Ces militants d'ultra-gauche se concentrent sur les grèves. Les autonomes privilégient l'action émeutière et peuvent mener des opérations militaires réalisées par de petits groupes dont les plus connus sont les Noyaux armés pour l'autonomie populaire (NAPAP) ou Action directe.

### Violence
Dans le langage courant, parler des autonomes ou du mouvement autonome fait référence aux pratiques émeutières relatées par la presse. Par exemple, les débordements du 23 Mars 1979 lors d'une manifestation parisienne des sidérurgistes lorrains. La dynamique autonome connaît un emballement médiatique à partir de 1976 et son apogée entre 1977 et 1979. Elle se termine brutalement. Certains attribuent cette disparition à la naissance d'Action directe, d'autres à l'arrivée de la gauche au pouvoir en 1981.
Action directe est la principale organisation militaire du mouvement autonome de 1979 à 1987. Elle représente une tendance du mouvement, mais des groupes ne se reconnaissent pas dans son approche militariste : les « Occupants-Rénovateurs » et les « Fossoyeurs du Vieux Monde ».

### Influences théoriques et tendances
Dans les années 1970, apparaissent plusieurs sensibilités différentes. Leurs influences viennent de courants de pensées multiples. Des théoriciens du mouvement autonome sont influencés par les négristes ou opéraïstes, les communistes libertaires, les « désirants » (qui s'inspirent de la pensée de Michel Foucault, Gilles Deleuze, et Félix Guattari), les « teppistes » (partisans de la délinquance révolutionnaire),. Une partie du mouvement autonome n'est pas opposée à l'idée d'un État fort, notamment dans la perspective ultérieure de défendre les acquis de l'autonomie. Les différentes sensibilités du mouvement viennent d'événements structurants : l'Internationale situationniste, ou la situation sociale des groupes qui le composent. Il existe des pôles étudiants (Normale sup', Paris Dauphine, Nanterre, et autres universités parisiennes et de province), des pôles de jeunes représentant les « nouvelles marges » de banlieue, et des pôles ouvriers et internationalistes dans les régions minières, et les grandes villes et régions industrielles (Nantes, Toulouse, Marseille, Montpellier et les Cévennes, etc.) avec une forte proportion d'immigrés de divers pays.

### Particularités
Pour Isabelle Sommier, les caractéristiques de la mouvance autonome française se confondraient au XXIe siècle avec celles de la mouvance libertaire : regroupement par groupe d'affinité, action directe, participation aux luttes anticarcérales, aux luttes des sans-papiers, et aux luttes contre la biométrie.
Cette analyse omet le fait que ni les collectifs autonomes, ni les organisations libertaires ne sont des groupes affinitaires.
Dans le mouvement libertaire, la Confédération nationale du travail (CNT), par exemple, est un syndicat : son fonctionnement est trop formel pour les autonomes ; ses formes d'action sont cantonnées au cadre légal ; et son axe de lutte se concentre sur le monde du travail. Cette organisation n'a rien en commun avec les autonomes, ce qui est le cas des autres organisations libertaires.

## Histoire

### Origines (milieu duXIXesiècle- milieu duXXesiècle)
La naissance d'un mouvement autonome ou d'une mouvance autonome est difficile à dater en France. Des groupes révolutionnaires se réclamant de l'autonomie ouvrière existent depuis le XIXe siècle, qu'ils soient marxistes ou syndicalistes-révolutionnaires. Pour les syndicalistes-révolutionnaires, l'autonomie ouvrière est synonyme d'autonomie par rapport aux partis politiques. Cette autonomie s'incarne dans les syndicats. Parmi les marxistes, la référence à l'autonomie ouvrière est mise en avant à partir de 1919 par les conseillistes qui s'opposent à l'Union des républiques socialistes soviétiques (URSS) et au modèle de dictature du parti représenté par Vladimir Ilitch Lénine. Pour les conseillistes, l'autonomie ouvrière est synonyme d'autonomie non seulement par rapport aux partis mais également par rapport aux syndicats. Les syndicalistes-révolutionnaires et les conseillistes se rejoignent dans leur conception de l'autonomie ouvrière uniquement sur la question de l'autonomie par rapport aux partis politiques : c'est un concept antiléniniste.

### L'impulsion des années 1960
À la suite d'une longue tradition de groupes autonomes, souvent clandestins, depuis le XIXe siècle connus sous le nom général d'autonomie ouvrière, l'autonomie politique en tant que pratique se développe à partir de la fin des années 1960. Des groupes de réflexion comme Socialisme ou Barbarie de Claude Lefort et Cornélius Castoriadis théorisent la nécessité pour les prolétaires de viser l'autonomie individuelle et collective, soit une démocratie « radicale ». Ils influencent Guy Debord et les situationistes. Dans cette effervescence révolutionnaire, la mouvance autonome est influencée par les idées anarchistes, communistes libertaires, conseillistes, situationnistes. L'apparition de groupes autonomes libertaires (pro-situationnistes souvent) à Paris, et dans différentes régions date d'avant les événements de mai 1968. Ils signent rarement leurs tracts Groupes autonomes libertaires (regroupés dans l'Union des groupes autonomes libertaires (UGAL, 1969-1971)) ou Groupes autonomes d'action. Ils se distinguent par l'anonymat et la clandestinité, se fondent avec les « inorganisés » dans les mouvements sociaux en les radicalisant, changent systématiquement de nom à chaque action et publication, agissent par des apparitions émeutières dans les manifestations, des dommages causés à divers bâtiments publics (casernes, gendarmeries, perceptions, etc.), soutiennent activement les anarchistes ibériques, et pratiquent la « récupération prolétarienne » par le vol dans les entreprises.
La plupart de ces groupes ont aussi une façade légale, sous d'autres noms, et avec le statut d'associations loi de 1901, ou de coopératives, gérent des lieux ouverts au public, comme des cafés-librairies-bibliothèques, imprimeries, embryons de coopératives biologiques, et organisent diverses manifestations culturelles : conférence, débats, concerts, et expositions artistiques, en essayant de rompre avec les dualismes artistes/spectateurs, conférenciers/auditeurs, producteurs/clients.
Un petit nombre prône et pratique la révolution et la recherche des plaisirs immédiats, y compris et surtout dans la vie quotidienne, pratique de la vie en communauté, l'amour libre, la production et l'échange de produits alimentaires, s'isole volontairement des groupes gauchistes plus traditionnels, sauf alliances techniques avec la Gauche prolétarienne.
De manière spontanée, des groupes autonomes apparaissent dans plusieurs villes de France sans que cela soit décidé par un quelconque comité central. Certains se coordonnent comme l’UGAL. Après des décès violents et des emprisonnements, d'autres groupes se créent : le 24 novembre 1976 a lieu la première réunion du Collectif d'Agitation à l'initiative du groupe Camarades. Par leurs pratiques, et leur proximité avec le Mouvement Ibérique de Libération (MIL) et les Groupes d'action révolutionnaires internationalistes (GARI), ces groupes autonomes, clandestins et anonymes, sont les précurseurs des autres groupes créés à la fin des années 1970.
Ces groupes s'autodissolvent au début des années 1970 après que certains de leurs membres soient morts, gravement blessés, ou emprisonnés lors d'actions violentes en France et en Espagne. Des membres s'investissent à titre individuel dans des groupes violents (les GARI), ou dans la fondation des premiers groupes non-violents d'écologie politique, les groupes féministes et homosexuels, les squats associatifs, l'antipsychiatrie, la dépénalisation du cannabis, la défense des prisonniers, des mineurs, le tiers-mondisme, le syndicalisme, la création de coopératives, d'exploitations agricoles et de communauté autonomes à tout point de vue, y compris énergétiques, et la création artistique,.

### Années 1970
À partir de 1973, des groupes léninistes italiens se réclament de l'autonomie par rapport aux syndicats, qui, pour eux, s'incarnent dans la dictature du parti. Ces groupes léninistes constituent le mouvement autonome en Italie autour de Toni Negri et influencent en France le groupe Camarades. Le concept d'autonomie se transforme en courant politique en Italie à partir de 1973, et en France à partir de 1977 (création de l'Assemblée générale parisienne des groupes autonomes (AGPA)). En France, de 1977 à 1979, le mouvement des "autonomes" est principalement représenté par le groupe Camarades, l'Organisation communiste libertaire (OCL), le groupe Marge, et les « Fossoyeurs du vieux monde ». Des militants maoïstes participent également à Camarades. Ce mouvement autonome de 1977 rassemble des groupes léninistes et des groupes anarchistes (ou prônant la délinquance révolutionnaire). Le groupe Marge est un groupe anarchiste qui ne se réclame pas de l'autonomie ouvrière mais de « l'Autonomie désirante ». Cette tendance s'inspire de Michel Foucault et ne se réfère pas à la lutte de classe. Elle envisage le combat révolutionnaire comme une lutte transversale entre différentes formes de vie, libertaires ou autoritaires.

#### Années 1970, à Paris
1971 voit l'apparition, à Paris, de plusieurs groupes à la frontière du situationnisme et de l'autonomie : « Les Guérilleros du Plaisir » et à Sèvres, le squat du 18-22 rue des Caves.
En 1974, plusieurs groupes appartiennt au mouvement autonome, à Paris ou en province. On peut citer les militants maoïstes refusant l'autodissolution de la Gauche prolétarienne et qui font paraître à nouveau le journal La Cause du peuple. Certaines actions de La Cause du Peuple sont revendiquées par le groupe « Vaincre et Vivre ».
Egalement autour de Jean-Marc Rouillan, les militants issus du Movimiento Ibérico de Liberación qui créent les Groupes d'action révolutionnaires internationalistes (GARI) pour revendiquer une série d'attentats en France contre l'Espagne franquiste.
Dans le même esprit, Gérald Dittmar et Jacques Lesage de La Haye créent le groupe Marge après l'échec de la Fédération des luttes et actions marginales (FLAM). Marge réunit notamment Walter Jones, Grisoune Jones, et Daniel Guérin. Serge Livrozet, Frédéric Nathan et Daniel Ladovitch participent à la revue, dont certains numéros sont imprimés à 10 000 exemplaires. À partir de 1977, Marge se réclame de l'« Autonomie désirante ».
Et enfin, Yann Moulier-Boutang qui fonde le groupe Camarades après avoir publié de 1972 à 1973 la revue Matériaux pour l'intervention, inspirée des thèses de l'opéraïsme italien, et plus particulièrement de Toni Negri.

#### 1976

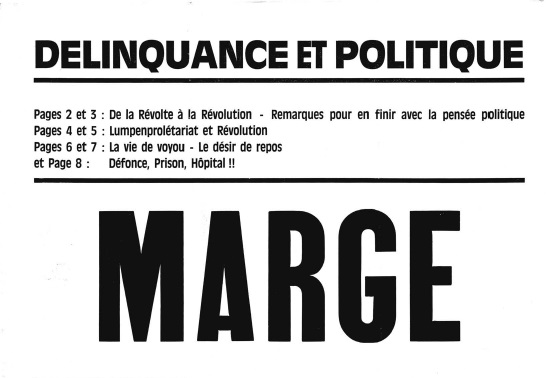
Marge n°9 (décembre 1975).

Le 15 avril 1976 à Paris, une manifestation dans le cadre du mouvement étudiant contre le « plan Saunier-Seité » rassemble plusieurs milliers (voire dizaines de milliers) de lycéens, étudiants et enseignants. Sur le pont de Sully, des centaines d'« éléments incontrôlés » affrontent pendant une demi-heure les Compagnies républicaines de sécurité (CRS) qui bloquent le boulevard Saint-Germain. Vers 18 heures, ils attaquent le cortège de tête des organisateurs de la manifestation, laissant derrière eux « vitrines brisées, parc-mètres défoncés, magasins d'antiquités saccagés ». Les affrontements font plusieurs blessés du côté des manifestants.
Le 14 mai, Jean Bilski, anarchiste autonome, « terroriste solitaire et délicat », abat Jacques Chaine, PDG du Crédit lyonnais, avec un Walther P38, puis se suicide avec son arme.
En juin, est fondée l'Organisation communiste libertaire (OCL, à la suite d'une rupture au sein de l'Organisation révolutionnaire anarchiste (ORA). L'ORA se divise sur la question du syndicalisme : une tendance défend une conception syndicale de la lutte révolutionnaire, à l'opposé, les militants de l'OCL s'engagent dans la voie de l'Autonomie.
Le 24 novembre, à Paris, rue d’Ulm, a lieu la première réunion à l’École normale supérieure du Collectif d’Agitation créé par Camarades. Les militants de Camarades sont rejoints par la bande de Rueil-Malmaison, un groupe maoïste issu de La cause du peuple et dirigé par Guy Dardel.

#### 1977
En février, paraît le premier numéro des Fossoyeurs du vieux monde.
Le 23 mars, Jean-Antoine Tramoni est assassiné par les Noyaux armés pour l'autonomie populaire (NAPAP). Les NAPAP sont issus du groupe « Vaincre et Vivre ». Jean-Antoine Tramoni (ancien des troupes d'élite de Jacques Massu) est le vigile de Renault qui a tué Pierre Overney en 1972, lors d'un affrontement avec les vigiles pendant une grève sauvage. Pierre Overney était un jeune ouvrier de Renault et un militant maoïste de la gauche prolétarienne.
Le 27 mars, un incendie se déclare sur l'aire de stationnement de l'usine Renault de Flins, revendiqué par les NAPAP.
Le 3 avril, un attentat contre la Confédération française du travail est revendiqué par les NAPAP.
Le 1er mai, à l'occasion de la fête du Travail, une manifestation rassemble 100 000 personnes à Paris ; des autonomes déploient, rue Saint-Antoine entre deux immeubles à 12 m de haut, une banderole de 15 m de long sur laquelle est inscrit « Fête de l'aliénation !! ». Cette action, qui immobilise la tête de la manifestation pendant 25 minutes, participe de la critique du travail et de la lutte contre les organisations syndicales.
Le 13 mai, trois sympathisants des NAPAP sont arrêtés lors d'un contrôle routier où ils sont découverts en possession d'armes à feu et incarcérés.
Le 6 juin, attentat et coups de feu contre Chrysler France, revendiqués par les NAPAP.
Le 8 juin, une manifestation célèbre la mémoire de Pierre Maître, gréviste des Verreries mécaniques champenoises, les VMC, tué par balle dans la nuit du 4 au 5 juin 1977 par deux hommes membres du Service d'action civique (SAC), membres de l’encadrement de Citroën et de la Confédération française du travail (CFT). Environ 4 000 personnes manifestent, dont 200 autonomes casqués et armés de barres de fer. Une société de vigiles, place de la Nation, est attaquée à coup de cocktails Molotov.
Le 31 juillet, manifestation contre le nouveau réacteur nucléaire Superphénix à Creys-Malville (dite manifestation ou bataille de Malville). Les services d'ordre des organisations gauchistes dévient la manifestation pour éviter l'affrontement. Environ 5 000 CRS et gendarmes mobiles s'opposent aux 60 000 manifestants antinucléaires, dont plusieurs centaines d'autonomes. La police utilise des grenades offensives et cause la mort d'une personne, Vital Michalon. Une centaine de manifestants sont blessés ; deux sont amputés, d'une main pour l'un et d'un pied pour l'autre. Une dizaine de CRS ou gendarmes mobiles sont également blessés, dont un qui a la main arrachée par l'explosion d'une grenade. 2 500 grenades à effet de souffle sont lancées par la police. Cette manifestation violente est une date dans l'évolution du mouvement autonome : « Malville a recomposé brutalement tous ceux qui étaient partis à la dérive depuis 1972 » (revue Camarades, no 6, 1977).
Le 8 octobre, un attentat vise le domicile d'Alain Peyrefitte, ministre de la Justice, revendiqué par les NAPAP. Alain Peyrefitte est à l'origine des projets de lois « Sécurité et libertés » et « Anticasseurs ».
le 14 octobre, des attentats contre le palais de justice de Paris et le ministère de la Justice sont perpétrés par les NAPAP.
Le 20 octobre, l'Assemblée générale parisienne des groupes autonomes (AGPGA) se réunit à Jussieu.
Le 21 octobre, une manifestation se tient à Saint-Lazare, à l'appel de l'OCL, pour contester la version « suicide » de la mort d'Andreas Baader, de Gudrun Ensslin et de Jan-Carl Raspe à la prison de haute sécurité de Stuttgart-Stammheim. Cette mort est perçue comme un assassinat perpétré par l'État fédéral allemand. La manifestation, illégale, entraîne l'interpellation de 300 personnes.
Le 23 octobre, 150 autonomes occupent les locaux parisiens du journal Libération. Ils lui reprochent une Une titrée « RFA - RAF : la guerre des monstres ». Elle est interprétée comme une désolidarisation totale avec le groupe de lutte armée ouest-allemand Fraction armée rouge, de la part d'un journal qui jusque-là était la voix des autonomes (il publiait certaines analyses et leurs communiqués). Des inscriptions telles que « Tout journaliste est un flic » et « [Serge] July, bientôt ton heure » sont relevées. L'édition du lendemain est annulée. Cette action est considérée comme la première organisée par l'AGPGA.
Le 24 octobre, à l'appel de l'AGPGA, une manifestation est organisée devant le palais de Justice, en soutien à Klaus Croissant à l'occasion du premier procès visant à son extradition vers l'Allemagne de l'Ouest. La police procède à 70 interpellations.
Le 29 octobre, entre 400 et 500 personnes participent à la première assemblée générale d'envergure de l'AGPGA, au Campus de Jussieu.
Le 15 novembre, un cortège autonome se forme lors de la manifestation d'extrême-gauche la veille du troisième procès de Klaus Croissant. Des dégradations sont commises contre un garage Mercedes et une agence Siemens.
Le 17 novembre, l'assemblée générale de l'AGPGA se tient à Jussieu avec 600 participants.
Le 18 novembre, pour protester contre l'extradition de Klaus Croissant deux jours avant, une manifestation est organisée de la place de la République à la place de la Nation par des groupes et organisations d'extrême-gauche. Environ 10 000 personnes y participent, dont 2 500 autonomes. Ces derniers, tout au long de la manifestation, vont affronter la police et les services d'ordre des organisations d'extrême-gauche. Des véhicules de police et des banques sont incendiées. Les affrontements durent jusque dans la nuit.
Dans la nuit du 19 au 20 novembre, une vague d'attentats a lieu sur tout le territoire français : 23 de ces attaques contre les intérêts d'Électricité de France (EDF) et de l'industrie nucléaire sont revendiquées par la Coordination autonome des révoltés en lutte ouverte contre la société (CARLOS) et nommée « nuit bleue antinucléaire ». Cette « coordination politico-militaire interne au mouvement autonome », immédiatement dissoute à la suite des attentats, est un premier pas dans les rencontres entre différents groupes autonomes (dont les NAPAP et les Groupes d'action révolutionnaire internationalistes (GARI), entre autres) et dans le cheminement vers la formation d'Action directe.
Le 24 novembre, une émeute (affrontements, barricades, cocktails Molotov...) a lieu dans le XIVe arrondissement de Paris, à la suite de l'expulsion illégale des habitants de quatre squats d'autonomes.
Le 26 novembre, une émeute oppose un millier de personnes à la police pour contester l'expulsion du squat du XIVe arrondissement. Le siège de la SEMIREP, impliquée dans la rénovation du quartier, est incendié à l'aide de cocktails Molotov.
Le 19 décembre, un attentat contre Fauchon est revendiqué par le groupe autonome « Les Smicards en Pétard ».

#### 1978
Le 22 janvier, un « week-end contre l'Europe des polices » (contre l'espace Schengen) est organisé à Strasbourg . FR3 parle de la venue de « deux mille étrangers, armés et casqués ». Le rassemblement est interdit, et les 4 000 policiers déployés procèdent à de nombreuses arrestations. L'organisation Camarades se distancie du mouvement autonome en refusant de venir et d'appeler à ce rassemblement.
Le 7 mars, une manifestation violente part d'un amphithéâtre de l'université de Jussieu (un ordinateur de la faculté est détruit à coups de barres de fer), pour protester contre la mort a priori par suicide (égorgé) de José Tronelle (sympathisant des NAPAP), le 20 février de la même année, à la prison de la Santé. José Tronelle allait être jugé le jour même, avec trois autres personnes (tous sympathisants des NAPAP), pour détention d'armes, d'explosifs et de faux-papiers (la femme de José Tronelle réfute la thèse du suicide). Le tournage d'un film de Claude Lelouch est perturbé par l'attaque d'un café, une centaine de vitres sont détruites sur le parcours de la manifestation. Des cocktails Molotov sont lancés contre le Paradis latin. Une personne est arrêtée en possession d'un Luger Parabellum 7,65 mm.
Le 8 mars, 300 femmes manifestent. Rue de Saint-Denis, à Paris, des sex-shops et un cinéma pornographique sont saccagés et partiellement détruits.
Le 5 avril, des autonomes organisent une attaque physique et frontale contre le service de sécurité du KCP au Bataclan. L'agression est revendiquée « Marée noire ».
Le 6 avril, en Bretagne, 10 000 personnes manifestent contre la marée noire. Affrontements entre des autonomes et la police. Une voiture de police est incendiée ; 21 personnes sont interpellées.
Le 1er mai, à la manifestation parisienne pour la fête du Travail, les autonomes s'affrontent tout au long du cortège à la police et au service d'ordre de la Confédération générale du travail (CGT) : 200 d'entre eux prennent temporairement la tête de la manifestation. Plusieurs motos de police sont incendiées et 83 vitrines sont brisées. Des magasins sont pillés. Au moins cinq barricades sont montées. On compte une trentaine de blessés et au moins 45 interpellations (dont 8 passeront devant le tribunal pour « violence à agent »).
Le 2 mai, à Paris, les attentats contre trois agence de l'ANPE sont revendiqués par un « Groupe pour l'extension du premier mai aux jours suivants ».
Le 9 mai, à Poissy, un attentat contre une agence ANPE est revendiqué par « Marée rouge ».
Le 10 mai, Henri P., arrêté lors de la manifestation sauvage du 7 mars 1978 en possession d'une arme à feu, est condamné à 3 ans de prison, dont 1 an avec sursis.
Le 12 mai, les « Bombeuses à chapeaux », groupe autonome de femmes, saccagent la Librairie de Femmes.
Le 13 mai, cent cinquante CRS tentent de vider le squat de la rue Lahire.
Le 23 mai, les squatteurs de la rue Lahire sont expulsés.
Le 15 juin, à Metz, la moitié des 1800 parcmètres de la ville sont sabotés avec de la résine Syntofer.
Le 15 novembre, à Caen, des affrontements avec les forces de l'ordre ont lieu sur les ponts de l'Orne, dans le cadre d'une manifestation intersyndicale contre le chômage
Le 18 novembre, toujours à Caen, à la suite des affrontements du 15 novembre, se tient une nouvelle manifestation intersyndicale. Après la dislocation, des autonomes tentent de s'en prendre à la préfecture. Ils sont repoussés dans le centre-ville où plusieurs vitrines sont brisées, quelques commerces pillés.

#### 1979
Le 13 janvier, à Paris, en fin d'après-midi, une cinquantaine d'autonomes cagoulés et masqués s'attaquent à la barre de fer et à la batte de baseball au quartier des grands magasins, près de la Gare de Paris-Saint-Lazare, pour protester contre le coût de la vie. Les vitrines de douze commerces de luxe sont brisées, la recette générale des impôts et une agence de travail intérimaire sont attaquées, un cinéma est incendié, six policiers et quelques passants sont blessés. Neuf personnes sont arrêtées. Selon la police, l'action est revendiquée par les « Brigades autonomes révolutionnaires ».
Le 22 janvier, se tient le procès de quatre personnes arrêtées lors du saccage du quartier Saint-Lazare. Les inculpés sont condamnés de deux à quatre années de prison ferme. 150 personnes manifestent leur soutien devant le tribunal et sont arrêtées par la police.
Le 31 janvier, à Paris, le domicile du magistrat qui a condamné les « inculpés de Saint-Lazare » est investi et dégradé par le « Groupe autonome du 22 janvier ». La police riposte en arrêtant une quinzaine de personnes et le siège de l'OCL est perquisitionné.

Le 11 février, à Grenoble, un groupe autonome de grévistes, les Piratélés, détruit le matériel et dégrade les locaux de la chaîne FR3.

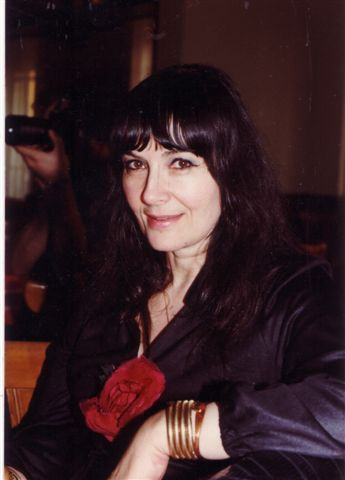
Grisélidis Réal (Marge) : « Se prostituer est un acte révolutionnaire ».

Le 23 mars, à Paris, des sidérurgistes lorrains manifestent. Dans la matinée, la police procède à une rafle « préventive » dans les squats parisiens et entre 82 et 150 autonomes ou présumés tels sont arrêtés.
Cinq cortèges défilent depuis cinq mairies communistes de la banlieue est de Paris, afin de converger place de la République vers 15h00. Aux environs de midi, plusieurs centaines d'autonomes casqués, armés de barres de fer et munis de boulons et de cocktails Molotov, affrontent le service d'ordre CGT du cortège qui passait la porte de Pantin. Entre 60 000 et 100 000 (certaines sources parlent même de 300 000) sidérurgistes et syndicalistes (dont 5 000 rien que pour le service d'ordre) se réunissent place de la République pour défiler jusqu'à la place de l'Opéra. Les autonomes affrontent une nouvelle fois le service d'ordre de la CGT autour de la porte Saint-Martin. Peu après 17h00, les autonomes se heurtent aux CRS ainsi, encore une fois, qu'au service d'ordre de la manifestation. La police, débordée, s'en prend alors aussi aux ouvriers qui se défendent, malgré les vaines tentatives du service d'ordre de les en empêcher.
Les affrontements entre police et service d'ordre d'un côté, et autonomes et ouvriers de l'autre, se terminent vers 20h00, autour de la gare de Paris-Est assiégée par la police (les autonomes s'y étaient retranchés) et dans le quartier de la Goutte-d'Or. Selon la Préfecture de police de Paris, les incidents ont débouché sur 24 arrestations pour « pillage », « port d'arme », ou « coups et blessures ». Trois commissaires de police, 20 gendarmes, 25 CRS et 20 gardiens de la paix sont blessés dans les affrontements avec les autonomes et les sidérurgistes. Ces chiffres sont à relativiser : le communiqué de la préfecture de police est tombé avant la fin des affrontements.
Sur le nombre d'arrestations, Jean-Baptiste Casanova parle de 131. Ce chiffre semble crédible : plus de 30 personnes seront condamnées en justice pour des faits de violence lors de la manifestation et des affrontements. En ce qui concerne les blessés du côté des forces de l'ordre, un chiffre incertain fait état de 116.
Trois photographes et cadreurs de presse, ainsi que de nombreux manifestants et passants, ont été blessés, dont 8 grièvement. Au niveau matériel, 121 vitrines ont été brisées, 54 magasins ont été pillés, des dizaines de voitures ont été incendiées et quelques barricades ont été montées en travers des rues.
Enfin, selon l'AFP, des « Brigades autonomes » auraient revendiqué par téléphone l'attaque de 130 magasins sur le boulevard Haussmann.
Le 23 avril, à Paris, un meeting contre la répression est organisé par les autonomes à la Maison de la Mutualité et réunit plus de 2 000 personnes.
Le 1er mai, à Paris, lors de la manifestation traditionnelle de la fête du Travail, le service d'ordre de la Ligue communiste révolutionnaire charge les autonomes à plusieurs reprises, avant d'être attaqué place de la République par les CRS, agressés par les autonomes. Il y aura douze blessés du côté des trotskystes.
Deux cars de police sont incendiés à la suite d'une pluie de cocktails Molotov des autonomes contre la police.
Le mitraillage de la façade du siège parisien du CNPF est revendiqué par un nouveau groupe issu de la lutte armée antifranquiste (Groupes d'action révolutionnaires internationalistes (GARI), maoïste, Noyaux armés pour l'autonomie populaire (NAPAP), et de l'Autonomie parisienne : Action directe.
Dans la nuit, à Paris, une douzaine d'attentats à la bombe contre des intérêts économiques et politiques (banques, commissariats, permanences politiques, ANPE…) est revendiquée par la « Coordination d'actions révolutionnaires ».
Un groupe autonome revendique la destruction d'une vingtaine de vitrines dans le 6e arrondissement de Paris.
Le 28 août, la perception de Condé-sur-l'Escaut, dans le Nord, est braquée. Les assaillants s'emparent de 16 millions de francs.
La création d'Action directe est le résultat d'une scission au sein de Camarades. La tendance de Yann Moulier-Boutang ne se reconnaît pas dans la stratégie d'Action directe et s'engage de son côté dans le Centre d'initiative pour de nouveaux espaces de liberté (CINEL). Le groupe Camarades disparaît à la suite de cette rupture. Le groupe Marge s'autodissout à la même époque. Le mouvement autonome est alors en perte de dynamique.

##### Les collectifs de Montpellier
Les collectifs de Montpellier ont une façade associative légale et des locaux ouverts au public :
« Le Dédale culturel » (1968-1973) est embryon d'athénée libertaire, et est la façade légale (Ass. Loi 1901) du Groupe Autonome Montpellier-Cévennes, clandestin et influencé par les thèses situationnistes.
« L'Oustal » - « Le Music-hall Cause » (1976-77) regroupent café, cantine, auberge de jeunesse, coopérative biologique, organisation de concerts et de foires associatives sur les places publiques, hébergement de personnes en difficultés. Il est le lieu de réunion de Montpellier écologie, du Groupe de libération homosexuelle, du Collectif cannabis, du Groupe d'information sur les psychotropes, du Groupe de réflexion et d'action sur les prisons (GRIAP), de groupes de lycéens et d'étudiants, de groupes d'étrangers, et de groupes de femmes. Il est inspiré, entre autres, par le mouvement des "indiens métropolitains" de Bologne en Italie.

### Années 1980
Dans les années 1980, la disparition des groupes fondateurs du mouvement laisse la place à une seconde génération d'autonomes. Ils s'investissent dans de nombreuses luttes sociales : mouvement étudiant, mouvements des chômeurs et des précaires, squats, lutte des mal-logés, mouvement des sans-papiers, luttes anticarcérales. Les groupes autonomes abandonnent progressivement la lutte armée, les chefs d'Action Directe sont arrêtés à Vitry aux loges en 1986 ; la dernière opération militaire, menée par Florence Rey et Audry Maupin en 1994, est considérée comme un acte isolé.
Le mouvement est affaibli par l'arrivée de la gauche au pouvoir et se retranche principalement dans les squats. Jusqu'en 1984, la mouvance parisienne est divisée en trois tendances : Action directe, les Occupants-Rénovateurs, et les Fossoyeurs du Vieux Monde.
Les Occupants-Rénovateurs réunissent notamment des négristes issus de Camarades et des militants de l'Organisation communiste libertaire (OCL). Alors qu'Action directe est dans une logique militaire, les Occupants-Rénovateurs défendent une conception autogestionnaire du squat visant à se réapproprier les immeubles pour en faire des lieux de vie culturelle.
Les Fossoyeurs du Vieux Monde s'inspirent quant à eux des situationnistes pour mettre en pratique une stratégie révolutionnaire axée sur la délinquance.
Les conflits entre ces trois tendances entraînent régulièrement des affrontements entre différents groupes de squatteurs. On note le décès par balle le 12 décembre 1982, lors d'une agression d'un squat rue des Cascades par un autre groupe de squatteurs, de Patrick Rebtholz, ou l'agression par balle supposée d'Alain Carpentier par Régis Schleicher. Le mouvement parisien se réunifie en 1986 avec la création du Comité des mal-logés.

#### 1980
En Mai, des émeutes éclatent autour de l'université de Jussieu, à l'occasion de la mobilisation contre le décret Imbert visant à restreindre l'immigration des étudiants étrangers.
Le 13 mai, un émeutier de Jussieu, Alain Bégrand, meurt au cours des affrontements avec la police.
Le 13 septembre, une dizaine de militants d’Action directe sont arrêtés, dont Jean-Marc Rouillan et Nathalie Ménigon.

#### 1981
Le 10 juin, cinq personnes accusées du braquage de Condé-sur-l’Escaut sont arrêtées.
Le 7 août, les prisonniers politiques sont amnistiés pour la plupart.
Le 22 août, Nathalie Ménigon et les cinq accusés du braquage de Condé-sur-l’Escaut sont exclus de l'amnistie pour délits de droit commun ; ils entament une grève de la faim en prison pour demander leur libération.
En septembre, en octobre, une série d'actions de solidarité aboutit à la libération des prisonniers en grève de la faim.

#### 1982
Des manifestations antinucléaires contre l'extension de la centrale nucléaire de Chooz sont l'occasion d'émeutes dans les Ardennes. Ce mouvement local converge pendant un an avec celui des sidérurgistes qui luttent contre la fermeture de leur usine.

Le 5 juin, des organisations d'extrême-gauche appellent à une manifestation contre le sommet du G7 à Versailles et rassemble 20 000 personnes à Paris, dont 200 autonomes qui défilent en tête. Les autonomes cassent les vitrines des banques et des agences d'intérim du boulevard de Magenta, empêchent toutes autres dégradations, et tabassent les casseurs indépendants. Plusieurs agences d'intérim ferment définitivement après cette journée.
1983

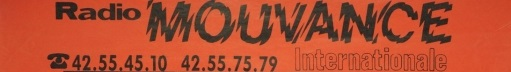
Extrait d'une affiche de Radio Mouvance (mai 1986).

Le 18 mars, Radio Mouvance diffuse sa première émission.
En mai, les autonomes attaquent les manifestations organisées par l'Union nationale inter-universitaire (UNI) contre la suppression de la sélection à l'entrée des universités.

#### 1984
Action directe s'exile en Belgique. Les Fossoyeurs du Vieux Monde s'exilent en Angleterre. En décembre, la rédaction de L'Internationale est arrêtée.

#### 1985
Le 25 janvier, le général René Audran est assassiné par Action directe.
Le 4 juillet, le siège de Radio Mouvance est perquisitionné.

#### 1986
Guy Dardel fonde le groupe Prolétaires pour le communisme (PPLC).
Le 12 avril, l'expulsion du squat « L'Usine » entraîne une émeute à Montreuil.
Le 24 avril, Radio Mouvance est fermée.
En novembre, un squat s'ouvre au 67 rue des Vignoles, dans le 20e arrondissement de Paris. Cet immeuble est occupé pour reloger dans l'urgence les victimes de la vague d'incendies criminels qui ravage le quartier de la place de la Réunion.
Le 17 novembre, le PDG de Renault, Georges Besse, est assassiné par Action directe.
Le 6 Décembre, une manifestation en hommage à Malik Oussékine dégénère : nombreux débordements et barricades enflammées au Pont Saint Michel à Paris ; les syndicats étudiants d'encadrement sont débordés,.

#### LeComité des mal-logés(CML, 1986-1994)
Le CML est créé en novembre 1986 par des autonomes, dont le groupe Prolétaires pour le communisme (PPLC). Le Comité des mal-logés (CML) met en pratique les principes de la démocratie directe dans ses luttes et dans son organisation interne. Il fédère plusieurs dizaines d'immeubles en lutte et regroupe jusqu'à 500 mal-logés de région parisienne. Toutes les décisions sont prises en assemblée générale avec refus de délégation. Une grande partie des membres du CML sont des salariés des entreprises de nettoyage (comme la COMATEC) qui se syndiquent à la CNT,.

#### 1987
Le 21 février, des militants d'Action directe sont arrêtés à Vitry-aux-Loges.
En avril, le CML occupe deux appartements HLM à Paris, au 140 rue de Ménilmontant : deux familles nombreuses y sont relogées.
En juillet, le CML organise une manifestation à Belleville et à Ménilmontant.

#### 1988
En avril, le CML occupe durant une journée le quartier général de Raymond Barre, en campagne pour l'élection présidentielle.
Le 15 octobre, la manifestation du CML se rend à la Préfecture administrative de Paris. Une délégation est reçue par le Préfet.

#### 1989
En juin et juillet, des manifestants demandent le rétablissement de la fourniture d'eau dans les squats du CML.
Le 14 juillet, à l'occasion du bicentenaire de la prise de la Bastille par les sans-culottes, les « sans-cravates » organisent à Paris une manifestation anticarcérale devant la prison de la Santé, avec dégradation de mobilier urbain et cocktails Molotov,.

#### Acteurs

##### Les autres collectifs parisiens
- Les Fossoyeurs du vieux monde, (1977-1983)[8].
- Collectif autonome Tolbiac (CAT, 1981-1982).
- Alliance des prisonniers en lutte (APEL, 1981-1994).
- Centre autonome occupé (CAO, 1983-1984).
- Coordination autonome pour des espaces libérés (CAEL, 1983-1984).
- Utilisation subversive des intérêts nuisibles aux espaces (USINE, 15 rue Kléber, Montreuil, 1985-1986)[59],[60],[61],[62].
- Os Cangaceiros (1985-1992)[63].
- Association des parents et amis de détenus (APAD, 1985-1994)[64].
- Collectif Projet radicalement ouvert de luttes ouvrières et sociales (PROLOS 1986-1989)[65].
- Prolétaires pour le communisme (1986-1991) : Guy Dardel.
- Association des chômeurs et des précaires (1987-1989) : groupe négriste animé par Laurent Guilloteau[66].
- Narbé L'Hermitte (1987-1989).
- Squatters et précaires associés (1987-1989)[67].
- Sans-cravates (1989)[68].

##### Les collectifs de Montpellier
- Le dédale culturel
- Vivre au présent
- Vivre vite
- Le Diable au corps
- Transparence
- Coordination des squatteurs - La Gaillarde

##### Journaux et revues
- Gueule Hebdo (1980).
- CAT Pages (1981-1982) : Collectif autonome de Tolbiac.
- Rebelles (1981-1993) : mensuel de l’Alliance des prisonniers en lutte.
- Tout ! (1982-1985).
- L’Internationale (1984) : Bruno Baudrillard, Anne-Lise Benoît, Jean Asselmayer, et Dominique Poirret.
- Molotov et Confetti (1984-1985).
- Alerte Rouge (1984-1985).
- La Chôme (1984-1985).
- Cash (1987-1989) : Association des Chômeurs et des Précaires.
- Contre (1987-1989) : Aris Papathéodorou.
- Hérésies (1988-1991) : Frédéric Oriach.
- Quilombo (1988-1993) : Aris Papathéodorou.

##### Radios
- Radio Pirate (1982-1983).
- Radio Mouvance (1983-1986) : Roland Fornari, 5 rue Caplat (18e)[69].
- Émission Parloir libre (1985-2000) : Guy Dardel et Nadia Ménenger.

##### Squats parisiens
- rue de l'Est (1981-1982).
- rue Piat (20e, 1982-1983).
- rue des Cascades (20e, 1982-1983).
- rue de Tlemcen (20e, 1982-1983).
- 15 rue Kléber (Montreuil, 1985-1986), occupé par le collectif USINE, concert de rock alternatif (Rockàlusine)
- 5 rue Caplat (18e, 1987-1989).
- rue Lignier (20e, 1989-1990).

Et une trentaine d'autres. Ils sont ouverts et soutenus par : le Comité des mal-logés, les squatters issus de l'Usine de Montreuil, le CAO (Centre autonome occupé) ainsi que des squats de concert (comme Pali-Kao) de 1986 à 1991, avec des barres entières d'HLM.
Le premier squat (et le plus emblématique) est le 67 rue des Vignoles (20e), malgré sa récupération par les forces organisées de la future gauche plurielle. Ces forces ont été épaulées par des pro-situs organisés. À partir de cette date, on peut douter de leur degré d'autonomie.

##### Principaux squats associatifs de Montpellier
- avenue Saint Maur (1980-1983)- Ass. "Vivre au présent"
- rue de la Gaillarde, accueillant une vingtaine d'associations (1982-1983)- Ass. "le diable au corps"
- route de Lodéve, dans les anciens locaux de la CAF (1986-1988)

### Années 1990
Les années 1990 voient l'apparition de la lutte des sans-papiers. Le collectif « Des papiers pour tous ! » joue un rôle fondateur dans cette histoire qui aboutit en 1998 à la création du Collectif Anti-Expulsion (CAE).

#### 1990
Le 2 mai, à Paris, deux squats du Comité des mal-logés (CML) sont expulsés, rue des Vignoles (20e) et rue de la Fontaine au Roi (11e). Une cinquantaine de familles de mal-logés se retrouvent à la rue avec leurs enfants. C'est le début du campement de la place de la Réunion.
Du 2 mai au 30 septembre, le square de la Réunion est occupé par le campement du CML.
Deux tendances apparaissent au sein du CML. La première, autour de Jean-Baptiste Ayraud et Jean-Claude Amara, est prête à accepter n'importe quel type de relogement, y compris dans des hôtels. La deuxième refuse les hébergements à l'hôtel. Elle les dénonce comme insalubres et trop chers. Elle exige des relogements en HLM. Ce désaccord aboutit à une scission au sein du CML et de Prolétaires pour le communisme (PPLC). Jean-Baptiste Ayraud quitte le CML pour créer l'association Droit au logement (DAL). Au sein de PPLC, au nom de l'efficacité, la tendance de Guy Dardel participe à la création du DAL et quitte le CML. À cette date, la tendance de Guy Dardel quitte le mouvement autonome. Cette situation provoque une crise au sein de PPLC. A l'intérieur, les autonomes s'affrontent ouvertement aux militants du DAL et les accusent de trahison et de collaboration avec le Parti Socialiste.

#### 1991
Le conflit à propos du Droit au logement (DAL) aboutit à l'autodissolution de Prolétaires pour le communisme (PPLC). La tendance autonome de PPLC crée le « Groupe de prolétaires vers le communisme » (GPVC, 1991-1994). Le GPVC reste engagé au sein du Comité des mal-logés (CML). Cet engagement est désormais une lutte contre le DAL. Les autonomes le considèrent comme le représentant de la gauche gouvernementale.
En février, le Comité des mal-logés ouvre une permanence au 53, rue de la Fontaine au Roi.
En juillet, le GPVC publie L'expérience du CML. Cette brochure dresse le bilan de la lutte du Comité des mal-logés. Pour le GPVC, les forces politiques de la gauche gouvernementale se sont liguées pour obtenir la dislocation du CML.

#### 1992
Les Archives de l'Avenir deviennent les éditions de l'Insomniaque. Le GPVC tente de garder en vie le CML autour d'un petit groupe de militants. Le groupe « Apaches » quitte le Section carrément anti-Le Pen (SCALP).

#### 1993
En avril, un habitant du 18e arrondissement de Paris est tué par la police, des émeutes éclatent.
A l'université de Nancy, le journal Cette semaine (1993-2008), paraît pour la première fois. Il évoluera vers l'anarchisme.
En décembre, la Coordination des sans-abris est créée. Un campement s'installe devant le ministère des affaires sociales.

#### 1994
En janvier, la Coordination des sans-abris (CDSA) ouvre un squat avenue de Breteuil (7e).
Un collectif autonome est créé à l'occasion du mouvement anti-CIP : le Mouvement d'action et de résistance sociale, dit « MARS ».
Le Collectif d'agitation pour un revenu garanti optimal (CARGO) est fondé par Laurent Guilloteau.
En juillet, la CDSA ouvre un nouveau squat 9 rue Saint-Sauveur (2e), après son expulsion avenue de Breteuil.
Le GPVC et le Comité des mal-logés s'auto-dissolvent. Ce dernier publie une dernière brochure avec la Coordination des sans-abris.
À Montreuil, les éditions de l'Insomniaque s'installent au Condensateur.
Au sein de la Coordination des sans-abris, naît «Travailleurs, chômeurs, et précaires en colère» (TCP).
Le 4 octobre, à la suite d'un braquage à Pantin, une fusillade éclate dans Paris entre la police et deux autonomes, Audry Maupin et Florence Rey . Trois policiers et un chauffeur de taxi sont tués. Audry Maupin est abattu par la police. Florence Rey est arrêtée puis incarcérée quelques jours plus tard.

#### 1995
Le 21 janvier, CARGO intervient sur Canal + à l'occasion de l'invitation de Jacques Chirac à L'Hebdo de Michel Field. Pierre Péronnet demande à Jacques Chirac de s'engager sur la hausse du RMI. Jacques Chirac répond : « Si vous voulez avoir tout tout de suite, Monsieur Péronnet, sachez que ce n'est pas possible ».
"Travailleurs, chômeurs, et précaires en colère" fait campagne contre les vigiles du métro (TRAUM, Tribune de Résistance Active des Usagers du Métro).
Parution de Tic-Tac (huit numéros jusqu'en 1997) : « T...I...C, T...A...C..., T'es ici, t'en as assez, Tic-Tac, Si t'en as ta claque de tout ce mic-mac, Sois frénétique, freine pas l'attaque, Pas fanatique mais feinte l'attaque, Sois systématique, le système attaque, Pas trop plastique et place ta claque ».
Durant la grève du mois de décembre, le Collectif d'aide aux manifestants interpellés (CAMI) est créé.

#### 1996
Le Collectif « Des papiers pour tous » (ColPap) : actions de solidarité avec les sans-papiers est créé.
Le 18 mars, 200 sans-papiers occupent l'Église Saint-Ambroise de Paris pour demander leur régularisation. Le 22 mars, ils sont expulsés et se réfugient dans le gymnase Japy. Le 24 mars, ils sont expulsés du gymnase Japy. Encadrés par l'association Droits devant !!, ils se réfugient durant plusieurs jours dans les locaux de la Ligue communiste révolutionnaire (LCR) et de différentes associations.
Le ColPap se crée pour dénoncer la gestion de la lutte par Droits devant. L'opposition entre le ColPap et Droits Devant est la suite du conflit entre le Comité des mal-logés et Droit au logement. Outre ses liens avec la gauche gouvernementale et la LCR, le ColPap reproche à Droits Devant de diviser les sans-papiers en plusieurs groupes, hébergés dans des lieux différents, d'en exclure une partie d'entre eux, et de négocier des régularisations au cas par cas. Le ColPap insiste pour revendiquer une régularisation globale de tous les sans-papiers à l'échelle nationale. Cette revendication est jugée irréaliste par Droits devant et la LCR.
Le 29 mars, les sans-papiers sont hébergés à la La Cartoucherie à Vincennes. Le 10 avril, ils occupent la halle Pajol, dans le 18e arrondissement. Le 28 juin, 300 sans-papiers sont dans l'église Saint-Bernard de la Chapelle. Une dizaine de sans-papiers de Saint-Bernard entament une grève de la faim.
Le 22 août, une cinquantaine de militants du ColPap occupent durant une demi-heure le siège du Rassemblement pour la République.
Le 23 août, après sept semaines de grève de la faim, les sans-papiers sont expulsés de l'église Saint-Bernard et enfermés au centre de rétention de Vincennes. Le ColPap organise une manifestation dans le bois de Vincennes qui se transforme en émeute.

#### 1997
La Coordination de résistance et de lutte anti-capitaliste (CRELAC) est créée.
Débuts du mouvement des chômeurs : le groupe CARGO devient une tendance d'Agir ensemble contre le chômage. Au mois de juin, des bureaux des ASSEDIC et de l'ANPE sont occupés dans toute la France. Le mouvement demande la réévaluation du RMI au niveau du SMIC. À l'initiative de la CGT, le mouvement reprend au mois de décembre en revendiquant une prime de Noël de 3 000 francs pour tous les chômeurs. Le Centre d'Action Sociale de la Ville de Paris est occupé durant la semaine du Nouvel An.

#### 1998
Au mois de janvier, le mouvement des chômeurs occupe l'École normale supérieure.
À la suite de cette occupation, CARGO rompt avec les autonomes hostiles à la revendication du revenu garanti (dont TCP). La tendance opposée à CARGO se réunit dans l'Assemblée Générale des chômeurs de Jussieu et organise jusqu'au mois de juin des actions quotidiennes dans la capitale. La Bourse de commerce de Paris est occupée à la fin d'une manifestation.
Les chômeurs s'invitent tous les jours dans les cantines des entreprises pour y déjeuner gratuitement. Le restaurant, le Fouquet's, sur les Champs-Élysées, subit l'une de ces actions. Parmi les personnes arrêtées par la police au Fouquet's, les médias remarquent la présence d'Hellyette Bess, ancienne militante d'Action directe. Au journal de 20H00 de TF1, Patrick Poivre d'Arvor demande à Lionel Jospin si ce ne serait pas le signe d'un « climat pré-révolutionnaire ». Un communiqué de la Confédération nationale du travail (CNT) déclare : « Hellyette Bess n'est pas une camarade ». Ce communiqué entraîne une rupture entre la CNT et l'AG de Jussieu.
L'une des dernières actions du mouvement des chômeurs est le pillage du magasin Cash Converters de la rue de la Roquette. Quatre chômeurs sont incarcérés deux semaines après cette action.
Le 30 juin, Sébastien Schifres (de TCP) déchire l'un des dix exemplaires originaux de la Constitution de 1958 lors de l'occupation du Conseil constitutionnel. Il rature l'ensemble du texte, et y écrit : « La dictature capitaliste est abolie, le prolétariat décrète l'anarchie et le communisme ».
Le mouvement des chômeurs retombe au début de l'été. Une mobilisation se développe à l'aéroport de Roissy pour empêcher les expulsions de sans-papiers. Cette mobilisation, initiée à l'origine par les Jeunes contre le Racisme en Europe, aboutit à la création du Collectif anti-expulsion (CAE).
Le 30 septembre, Florence Rey est condamnée à vingt ans de prison pour sa participation à la fusillade du bois de Vincennes.
En octobre, un squat s'ouvre à Dijon, l'Espace autogéré des Tanneries, (1998-2011), centre social, culturel, et politique.
Au sein de TCP, la revue Karoshi succède à Apaches. Karoshi s'affirme comme une revue anti-travail qui élabore une critique du revenu garanti, en opposition avec les thèses défendues par CARGO.

#### 1999
Au mois de janvier, le CAE occupe l'hôtel Ibis de Roissy, alors utilisé comme centre de rétention pour les sans-papiers.
Le premier numéro de Tiqqun paraît : Organe conscient du Parti Imaginaire - Exercices de Métaphysique critique, 162 pages, auto-édition. Tiqqun est notamment issu de l'AG de Jussieu et dispose d'un local à Paris au 118 rue Mouffetard.
Principaux squats parisiens :
- rue Popincourt (11e, 1990-1991).
- rue Didot (14e, 1993) : squat proche de l'Union des anarchistes[74].
- avenue de Breteuil (7e, 1993-1994) : squat de la Coordination des sans-abris (CDSA).
- 18 rue Saint-Sauveur (2e, 1994-1996) : squat de "Travailleurs, chômeurs, et précaires en colère" et de la CDSA.
- rue Amelot (11e, 1994-1995).
- rue de Bagnolet (le 105) (20e, 1994-1996).
- 185 rue de Charonne (11e, 1997-1998) : squat lié à l'Assemblée des chômeurs de Jussieu.
- avenue Jean Jaurès (19e, 1998).
- rue des Orteaux (les Zortos) (20e, 1998-1999) : squat anarcho-autonome.
- rue des Maraîchers (20e, 1998-2000) : squat du Collectif Anti-Expulsion (CAE).
- « Le 13 » : maison située à l'angle de la rue Jean-Antoine de Baïf et du quai Panhard et Levassor (13e, 1999-2002).

L'ouvrage de Jean Berthaut, Parisquat - Des squats politiques à Paris 1995-2000, évoque cette scène squat parisienne. Ce livre est un recueil de documents et de témoignages de squatters autonomes.

### Début duXXIesiècle

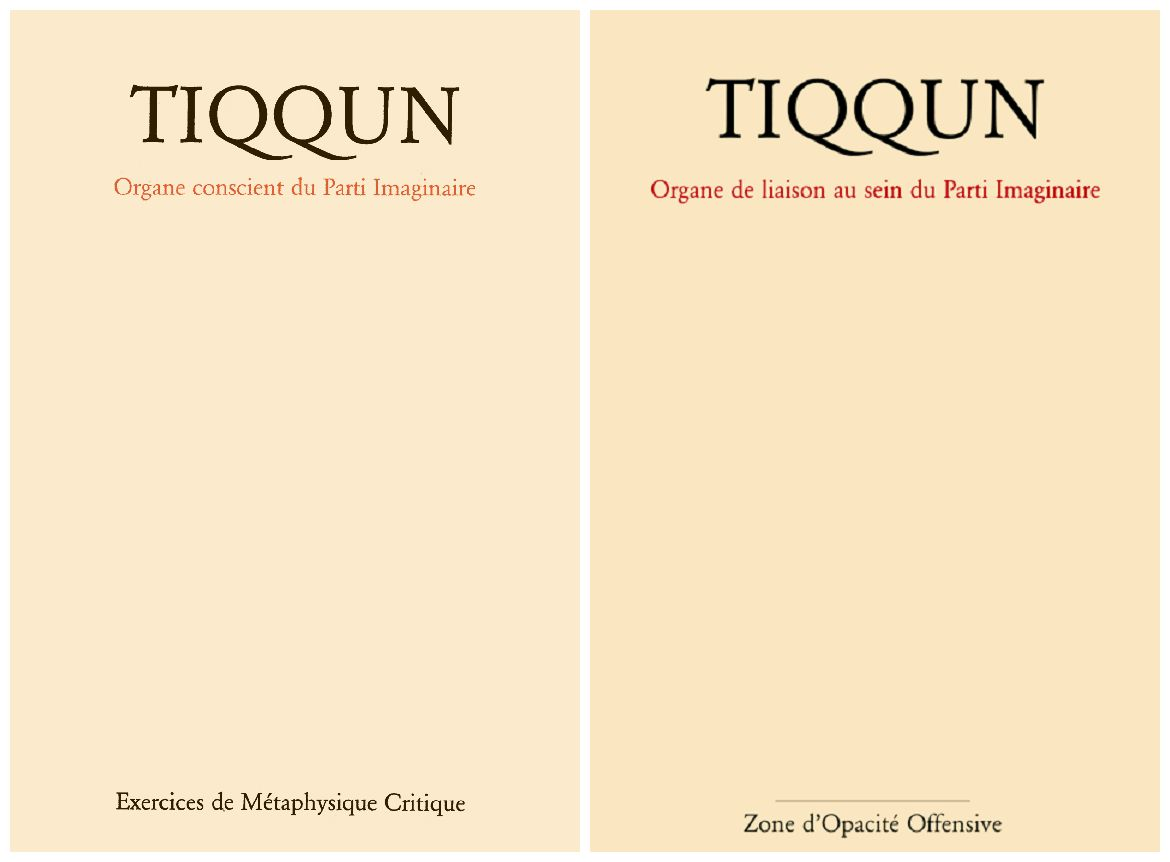
Couvertures des deux numéros de Tiqqun (1999-2001).

Au début du XXIe siècle, le mouvement se structure progressivement autour de plusieurs tendances : les communisateurs, les tiqquniens, les courants anti-industriels, les négristes, les anarchistes, les féministes et les autonomes "autonomes" (sans adjectif ni idéologie).
Les communisateurs sont un courant marxiste luttant pour l'abolition de l'argent et des rapports marchands. La tendance négriste, représentée par Laurent Guilloteau et la Coordination des Intermittents et Précaires d’Île-de-France (CIP-IDF), met en avant la revendication du revenu garanti. Le courant anarchiste est représenté par les journaux Cette Semaine (1993-2008) et Non Fides (2008-2009). Les positions féministes sont défendues à travers des textes diffusés par le site Infokiosques.
Comme dans d'autres pays, les actions du mouvement sont relayées par le réseau Indymedia. En région parisienne, Paris-Luttes Info est le principal média de diffusion depuis 2013.

#### Années 2000
Dans les années 2000, le mouvement étudiant impulse une nouvelle dynamique qui entraîne une multiplication des groupes autonomes. Ce mouvement est favorisé par l'arrivée d'internet qui facilite le débordement des syndicats. Le mouvement étudiant atteint son apogée en 2006 lors du mouvement contre le contrat première embauche.. Le mouvement autonome est affaibli par la répression à partir de 2008.
À Dijon, l'Espace autogéré des Tanneries est légalisé.

##### 2000
Indymedia est créé, ainsi que L'Envolée et le collectif « Pour en finir avec toutes les prisons » (2000-2002). Ils sont rejoints par Abdel Hafed Benotman. L'Envolée est à la fois une émission de radio anticarcérale et un journal de prisonniers. L'émission de radio diffusée tous les vendredis soir de 19h à 20h30, animée par Nadia Ménenger, Olivier, Francine et Hafed, succède à Parloir Libre sur Fréquence Paris Plurielle.
Le Collectif des mal-logés en colère est fondé à Paris.
Tiqqun transfère son local parisien au 18, rue Saint-Ambroise.

##### 2001
Le second numéro de Tiqqun parait : Organe de liaison au sein du Parti Imaginaire - Zone d'Opacité Offensive, 292 pages, éditions Belles-Lettres.
Une campagne est lancée pour la libération de Werner Braeuner, militant anarchiste emprisonné en Allemagne pour le meurtre d'un directeur d'ANPE.
Une autre campagne des Témoins de Genova commence contre la publication par le réseau Samizdat de Multitudes en marche contre l’empire (éditions Réflexes). Ce conflit fait suite au clivage ayant opposé à Gênes les Black Blocs et les Tute Bianche, lors des émeutes anti-G8 de Gênes de 2001 en juillet.
Les Black Blocs pratiquent le pillage et le sabotage, utilisent des cocktails Molotov pour attaquer la police. En Italie les négristes des Tute Bianche s'opposent à ce type d'actions et imposent des affrontements modérés. Issu de Quilombo, Samizdat relaie en France les positions des Tutte Bianche. Les Témoins de Genova sont liés au collectif « Pour en finir avec toutes les prisons » et défendent les pratiques des Black Blocs à travers une filiation antinégriste. Autour d'Aris Papathéodorou, Samizdat est en rupture avec les autonomes français. Le réseau Samizdat est lié au Section carrément anti-Le Pen (SCALP) et à la revue Multitudes, et reçoit également le soutien de Serge Quadruppani.

##### 2002
Indymedia-France disparaît et laisse la place à des antennes locales qui apparaissent progressivement après la création d'Indymedia-Paris.
Autodissolution du collectif « Pour en finir avec toutes les prisons » dans une éphémère « Coordination anticarcérale européenne ». La publication et la diffusion du journal et de l'émission de radio de L'Envolée se poursuivent dans les années ultérieures.
Création à la Sorbonne du Comité Universitaire de Libération (CUL).
Du 19 au 28 juillet, un campement No Border est organisé à Strasbourg, pour l'abolition des frontières et des nations, la liberté de circulation et d'installation, et l'arrêt des expulsions de « sans-papiers ».

##### 2003
Les anciens militants de CARGO quittent AC ! pour créer la Coordination des Intermittents et Précaires d'Ile-de-France (CIP-IDF).
A Paris, le Collectif des Mal-Logés Sans Frontières (CMLSF) est créé.
Quelques Tiqquniens s'installent à Tarnac, dans le Limousin, parallèlement à la publication de l'Appel.
Le 15 novembre, à Paris, durant la manifestation du Forum Social Européen de l'après-midi, des autonomes affrontent le Service d'ordre de la CNT, puis attaquent le cortège du Parti Socialiste. Le soir, 300 personnes manifestent devant la prison de la Santé à l'appel de la Coordination Anticarcérale Européenne.

##### 2004
Auto-dissolution de "Travailleurs, chômeurs, et précaires en colère" (TCP).
Une campagne anti-sécuritaire à l'université Paris-Nanterre aboutit à la destruction d'un mur de cloisonnement.

##### 2005
Autodissolution du Collectif anti-expulsion ; la mobilisation « antirafles » commence.
Outrage : bulletin édité par Action-K (collectif de propagation de contre-culture), Riot Magazine, revue papier à publication aléatoire, informations et pratiques insurrectionnelles, paraissent.
Le 15 octobre, le compte-rendu de mandat du maire de Paris, Bertrand Delanoë, dans le 19e arrondissement, est saboté, à la suite de l'occupation du gymnase de l'avenue Jean Jaurès par des habitants du quartier expulsés de leur immeuble. Les gendarmes mobiles font évacuer le gymnase. Le lendemain, le débat tourne court, une bagarre éclate, et Bertand Delanoë est contraint de quitter la salle sous les cris des manifestants.

##### 2006
En mars, le mouvement contre le contrat première embauche agit. À Paris, l'université de Tolbiac est occupée, puis la Sorbonne à son tour pendant trois jours. La Sorbonne est évacuée par la police, puis fermée pendant un mois. Sous l'influence de Tiqqun, les autonomes forment alors le Comité d'Occupation de la Sorbonne en Exil (COSE). Le COSE occupe le Collège de France puis l'École des hautes études en sciences sociales (EHESS). L'occupation de l'EHESS dure quatre jours et rassemble plusieurs centaines de personnes, dont au moins 200 anarchistes et autonomes réunis en assemblée générale autonome. Des livres et du matériel informatique sont volés, les murs sont couverts de graffitis. Le tag « Mort à la démocratie » fait scandale dans les médias (JT de France 2 du 24 mars 2006, ce tag inspire le titre du livre de Léon de Mattis). Durant les manifestations parisiennes, divers bâtiments sont attaqués, dont les locaux de Charlie Hebdo (considéré comme un journal bourgeois depuis plusieurs années).

##### 2007

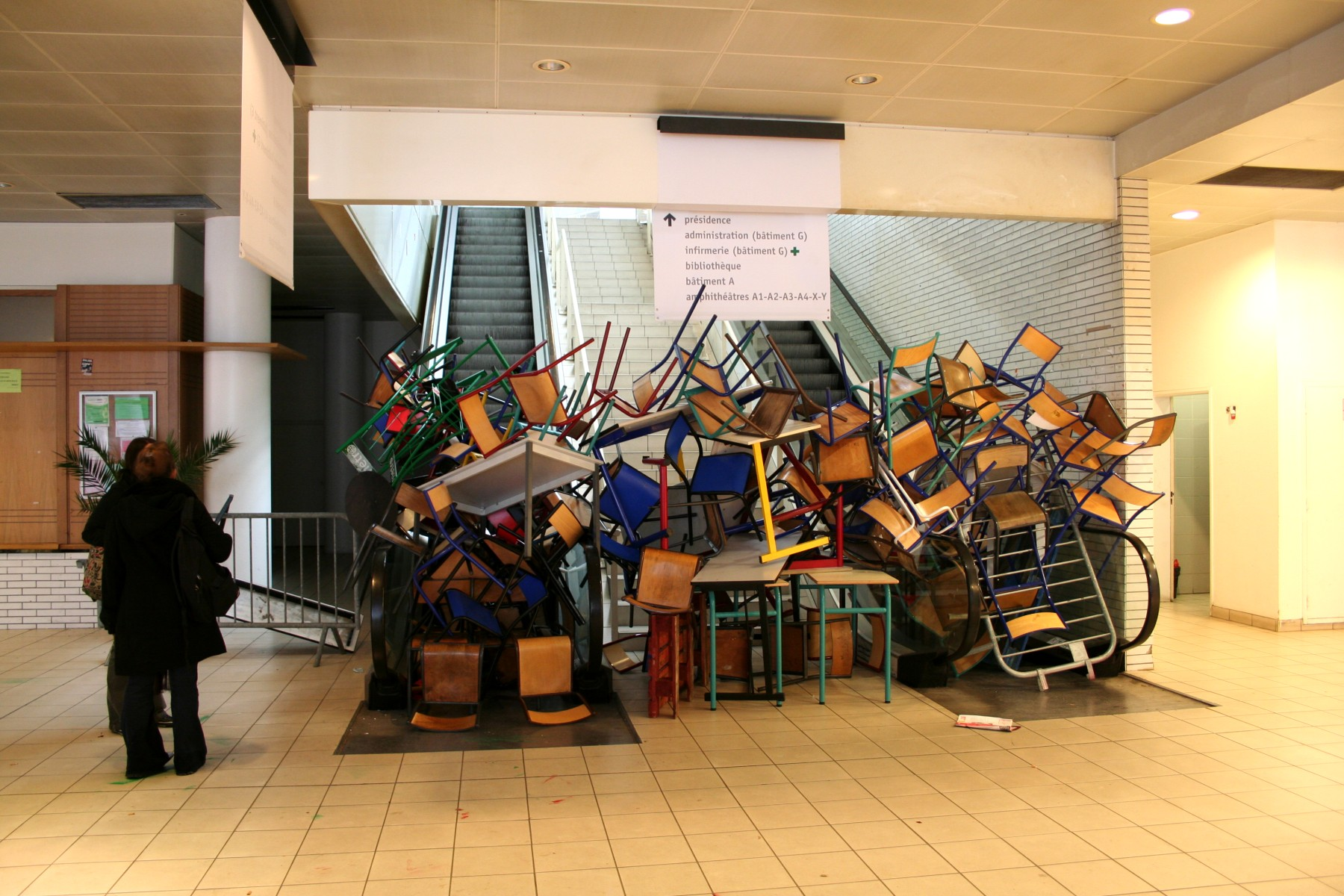
Blocage de l'université Paris 8 durant le mouvement étudiant de 2007.

Le collectif anticarcéral Kaliméro est créé : caisse de solidarité avec les prisonniers.
Michel Gaucher alias Paco et Damien Signoret sont incarcérés durant deux mois, à la suite de la tentative d'incendie, le 10 mai, d'un véhicule garé devant le restaurant Le Fouquet's. Nicolas Sarkozy y avait fêté son élection quelques jours plus tôt.
En novembre, l'université de Lyon II est occupée. Autoréduction au Leader Price situé à proximité.

##### 2008
Le 2 avril, à Paris, le Collectif des Mal-Logés En Lutte (2008-2010) est créé.
La construction de l'aéroport de Notre-Dame-des-Landes mobilise : la Zone à défendre (ZAD) est créée et occupée.
Le local parisien de Tiqqun est fermé.
En novembre, à Rennes, le Mouvement des Chômeurs et Précaires en Lutte (MCPL) renaît.
Le 11 novembre, dix personnes sont arrêtées et accusées d'avoir saboté des lignes de TGV. La plupart sont des habitants de Tarnac, comme Julien Coupat, Benjamin Rosoux, et Manon Glibert. D'autres, comme Mathieu Burnel, sont des habitants de Rouen. Huit d'entre elles sont libérées début décembre et une autre en janvier 2009. Seul Julien Coupat, présenté comme le « leader », reste en détention préventive sous des accusations de terrorisme.
En décembre, Cette Semaine publie son 97e et dernier numéro, après  quinze ans d'existence.

##### 2009
Le 31 janvier, un millier de personnes manifestent à Paris pour demander la libération de Julien Coupat. Il est libéré le 28 mai.
En juin, No Border installe un campement à Calais.
Le 8 juillet, lors d'un rassemblement de soutien à la suite de l'évacuation du squat « La clinique » à Montreuil, Joachim Gatti est éborgné par un tir de flash ball de la BAC du 93. Les blessures reçues par les autres personnes touchées sont toutes localisées sur le haut du corps.
Catherine Charles fonde l'Association pour le Respect des Proches de Personnes Incarcérées (ARPPI, 2009-2011). Une journée anticarcérale est organisée le 10 octobre à Poitiers par le Collectif contre la prison de Vivonne. Elle tourne à l'émeute.
Du 2 au 8 novembre, l'ARPPI appelle à une semaine de mobilisation pour l'abolition des longues peines et la fermeture des quartiers d'isolement. Une manifestation est prévue à Paris le 7 novembre. À cette occasion, le journal Le Monde consacre sa une et deux pages au mouvement autonome.
Pour contribuer à cette semaine de mobilisation, L'Envolée (journal et émission de radio anticarcéral) publie un hors série intitulé Peines éliminatrices et isolement carcéral, reprenant les textes collectifs et les lettres de prisonniers publiés dans le journal entre 2001 et 2009.

##### Principaux squats
À Rennes :
- La Marmite, 7 rue de l'Hôtel-Dieu (10 mars 2001). Espace d’Expérimentation Sociale et Artistique Autogéré ouvert par le Collectif des Résistances et des Alternatives[92].
- L'Ekluserie, 81 rue Alphonse Guérin (2001 - 24 février 2005)[93].
- Le 63 rue Claude Bernard (2005)[94].

En région parisienne :
- Le 104 rue des Couronnes, dans le 20e arrondissement de Paris (2002 - 22 octobre 2003)[95].
- La Clinique, 42 boulevard de Chanzy[96], à Montreuil (2008-2009)[97].

À Strasbourg : Le 2 route des Romains (décembre 2006 - 30 octobre 2012).
À Lyon : La Casa Okupada, rue Puits Gaillot (2000 - 25 avril 2001).
À Grenoble : Les 400 Couverts, et La kanaille (3 novembre 2001 - 2 août 2005).
À Toulouse : Le Clandé, 9 rue de Queven (1998 - 4 décembre 2006).
Dans les Cévennes : le hameau de La Picharlerie, à Moissac, (2002-2007).
À Marseille : L'Huilerie Occupée, 15 boulevard Montrichet (17 février 2000 - 2002).

#### Années 2010

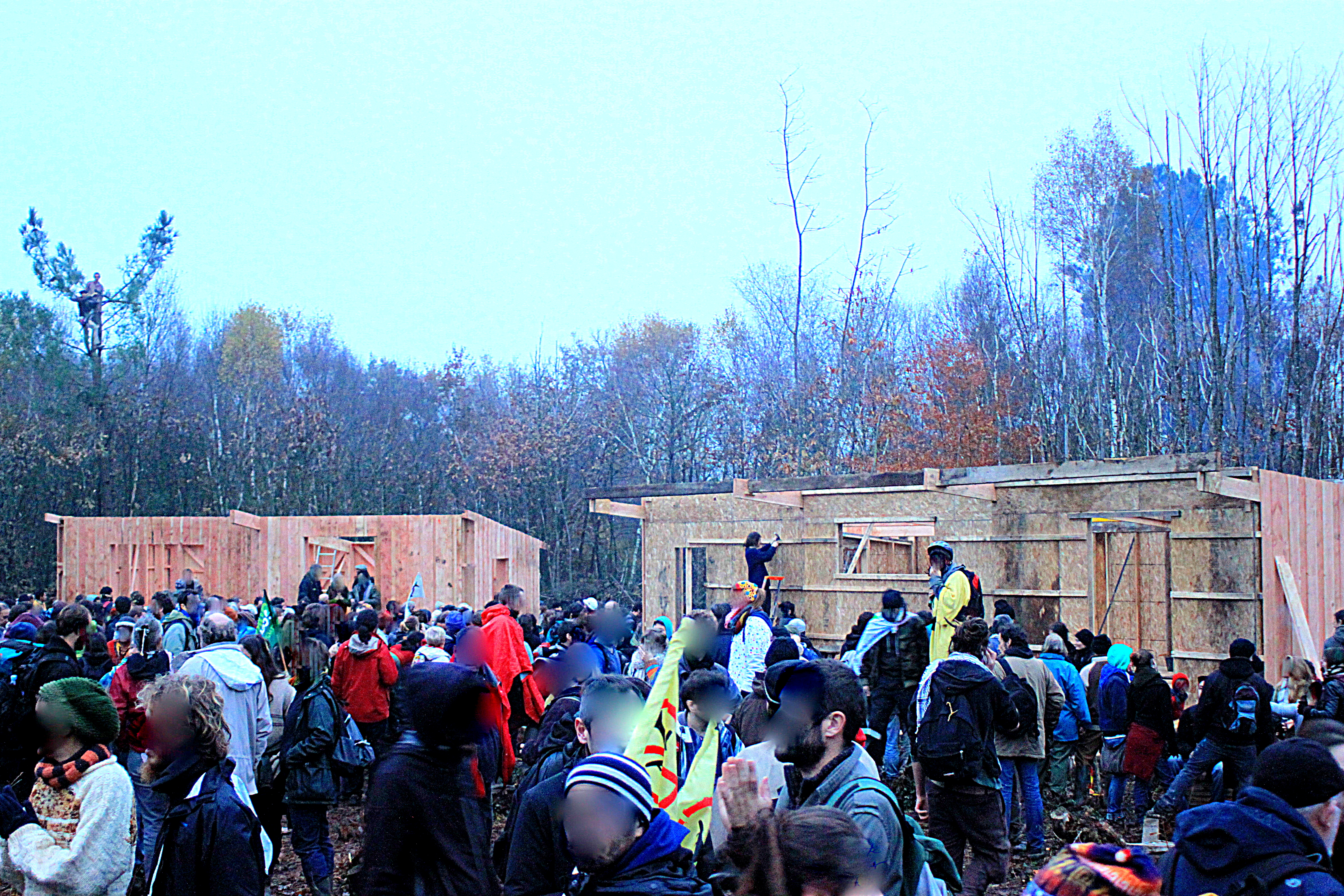
La ZAD de Notre-Dame-des-Landes : une Commune libre en construction.

Dans les années 2010, le mouvement autonome est surtout présent par des Zones à défendre (ZAD). L'expression « Zone à défendre » est un néologisme militant utilisé pour désigner l'occupation illégale d'un terrain, généralement en opposition à un projet d'Aménagement du territoire envisagé par l’État. Les ZAD sont habituellement situées en zone rurale mais l'appellation a également été utilisée en zone urbaine, à Rouen, et à Décines-Charpieu, dans la banlieue de Lyon. On dénombre une dizaine de sites dans toute la France. D'un point de vue autonome, la ZAD va plus loin que le squat puisqu'il ne s'agit plus seulement d'occuper un bâtiment mais un terrain beaucoup plus vaste. Les ZAD sont essentiellement des terrains non construits mais elles peuvent avoir vocation à servir pour l'agriculture ou la construction. Dans cette perspective, la ZAD peut être considérée comme une transition entre le squat et la commune insurrectionnelle, comme un saut qualitatif dans le projet révolutionnaire théorisé par les autonomes. En 2017, la ZAD de Notre-Dame-des-Landes regroupe une centaine de squats dispersés dans la campagne sur une zone de plusieurs kilomètres. Ces maisons ont été soit occupées, soit construites par les zadistes eux-mêmes. L'activité de la ZAD de Notre-Dame-des-Landes est principalement tournée vers l'élevage, l'agriculture, ou l'artisanat.
Les autonomes peuvent se distinguer par de la violence envers le système, par exemple avec des incendies de voiture de police ou de fourgons de gendarmerie. « Vomissant Jean-Luc Mélenchon, qu'ils assimilent à un pur produit du "système" mais aussi les syndicats traditionnels, dont-ils traitent volontiers les services d’ordre de "collabos", ces militants vêtus de noir rêvent à la "convergence des luttes", préfigurant le "grand soir" » note Le Figaro.

##### 2010
La bibliothèque anarchiste Libertad est créée à Paris.
Le 23 septembre, la réforme des retraites suscite des manifestations dans toute la France.
Le 12 octobre, une grève commence contre la réforme des retraites. À Rennes, les manifestants obligent les commerçants à fermer leurs magasins.
Le 10 décembre, le projet de construction d'un aéroport à Notre-Dame-des-Landes entraîne une manifestation.

##### 2011
Le Rémouleur ouvre à Bagnolet.
Le 28 avril, une cinquantaine de zadistes occupent durant quelques minutes les bureaux de la société Biotope, un bureau d'étude environnementale participant au projet de construction de l'aéroport de Notre-Dame-des-Landes, à Rezé, dans la banlieue de Nantes.

##### 2012
Le Café-librairie Michèle Firk ouvre à Montreuil.
Le 24 mars, une manifestation contre la construction de l'aéroport de Notre-Dame-des-Landes rassemble 3 000 personnes (selon la police), 10 000 selon les organisateurs, et 200 tracteurs dans le centre de Nantes. Un millier de policiers et gendarmes, un hélicoptère et des canons à eau sont mobilisés. Des affrontements éclatent à la fin de la manifestation.
Le 3 décembre, à Lyon, manifestation contre la construction de la ligne de TGV Lyon-Turin.

##### 2013
Création de Paris-Luttes Info.
À l'université de Nanterre, le journal AQNI succède à La Sulfateuse avec un usage du second degré toujours plus provocant.
En octobre, la ZAD du Barrage de Sivens est occupée par le collectif « Tant qu'il y aura des bouilles ». Les zadistes s'opposent à la construction d'un barrage à Lisle-sur-Tarn.

##### 2014
Création à Paris du Mouvement Inter-Luttes Indépendant (MILI).
En février, à Paris, le Collectif des Mal-Logés Révoltés (2014-2015) apparaît.
En mars, Serge Quadruppani se présente aux élections municipales à Eymoutiers, dans le Limousin. Benjamin Rosoux et Manon Glibert sont élus au conseil municipal de Tarnac.
En août, Indymedia-Paris ferme.
En septembre, la Bibliothèque Associative de Malakoff (BAM) ouvre.
Manifestation des 25 et 26 octobre 2014 contre le barrage de Sivens. Un manifestant écologiste, Rémi Fraisse, est tué au cours des affrontements. La construction du barrage est suspendue.
Le 1er décembre, le journal hebdomadaire Lundi matin fait paraître son premier numéro.

##### 2015
Ouverture à Paris de la bibliothèque anarchiste « La Discordia ».
Durant le week-end des 11 et 12 juillet, plusieurs milliers de zadistes se rassemblent à Notre-Dame-des-Landes sous la bannière « Chauffe la lutte pas le climat » en référence à la COP21.
Le 22 août, No Border organise une manifestation à Menton, près de la frontière italienne.

##### 2016
Mouvement contre la loi Khomri visant à libéraliser le code du travail. À Paris, les autonomes prennent la tête des manifestations.
Le 12 janvier, manifestation de soutien aux zadistes de Notre-Dame-des-Landes devant la préfecture de Vannes, en Bretagne.
Le 16 janvier, entre 2 000 et 5 000 personnes manifestent à Rennes pour la défense de la ZAD de Notre-Dame-des-Landes, accompagnées d'une centaine de tracteurs et de plusieurs centaines de vélos.
Le 14 juin, manifestation à Paris contre la loi Khomri. Les émeutiers détruisent les symboles du capitalisme : panneaux publicitaires, vitrines de banques ou d'agences immobilières. Certains médias accusent les manifestants d'avoir cassé une vitre de l’Hôpital Necker-Enfants malades. Un reportage de Thierry Vincent prouve que cette dégradation est le fait d'un individu isolé, rapidement arrêté par les autres émeutiers.

##### 2017
Le 25 février, la venue de Marine Le Pen à Nantes suscite une manifestation. De violents affrontements ont lieu entre les forces de l'ordre et un cortège autonome de plusieurs centaines de personnes.
Le 26 février, une voie d'accès à Nantes est bloquée par des manifestants qui arrosent de peinture un car de militants du Front national en route pour le meeting de Marine Le Pen.
Le 19 mars, à Paris, entre la place de la Nation et la place de la République, une « Marche pour la Justice et la Dignité » appelée par un certain nombre de familles de « victimes de la violence policière », rassemble 7 000 personnes selon la police et 15 000 selon les organisateurs. Un cortège autonome est présent en queue de manifestation.

#### Années 2020

##### 2020
Le 31 août, la ZAD du Carnet est occupée à Frossay, en Loire-Atlantique. Les zadistes s'opposent à un projet d'aménagement du Grand port maritime de Nantes-Saint-Nazaire.

##### 2022
Le 1er janvier, la revue en ligne Entêtement publie son premier numéro.

##### Principaux squats
En Bretagne : MCA Ker Béthanie, sur l'île de Groix, au large de Lorient (octobre 2010 – avril 2012).
À Paris :
- 10 bis rue de l'Odéon, dans le 6e arrondissement (décembre 2009 - mars 2011).
- 7 boulevard Bourdon, dans le 4e arrondissement (novembre 2010 - mai 2011).

À Besançon : Casa Marulaz, 24 place Marulaz (septembre-décembre 2010).
À Bordeaux : La Base, 213 cours Balguerie-Stuttenberg (juin 2010 - 2011).
À Grenoble : 56 rue du Docteur Hermite (novembre 2010 - avril 2011).

#### L'Autonomie
- Anarcho-syndicalisme et Autonomie populaire, CNT-AIT, 2001.
- Autonomie populaire et désobéissance civile : Les autoréductions en Italie suivi de La grève de 1979 à Renault Véhicule Industriel (RVI), CNT-AIT Caen, Cahiers de l'anarcho-syndicalisme (CAS), 2007.
- Laurent Greilsamer, « La galaxie des autonomes », Le Monde, 25 et 26 janvier 1978.
- Collectif, L’Autonomie, le mouvement autonome en Italie et en France, Éditions Spartacus, no 90, mars-avril 1978, extrait en ligne.
- Collectif éphémère, Retour sur les années de braise Des groupes autonomes et l’organisation Action Directe, Toulouse, éditions du CRAS, mars 2005 (lire en ligne).
- Jean Octave Guerin-Jollet, « L'autonomie politique en France : Itinéraires de groupes et d'individus entre la fin des années 1970 et la fin des années 1990 (disponible en bibliothèque universitaire notamment à : Humathèque Condorcet AUBERVILLIERS-Campus Condorcet, et également à : Centre d'histoire sociale du 20e siècle PARIS1-CHS Paris CEDEX 04, France)
- Jean-Baptiste Casanova, « Les Autonomes. Le mouvement autonome parisien de la fin des années 1970 », Dissidences, no 2, 28 septembre 2011, texte intégral.
- Sébastien Schifres, La Mouvance autonome en France de 1976 à 1984, Mémoire de maîtrise d’histoire contemporaine et sociologie politique, Université Paris Ouest Nanterre La Défense, 2004, texte intégral.
- Sébastien Schifres, Le Mouvement autonome en Italie et en France (1973-1984), mémoire de master II de sociologie politique, Université Paris-VIII, septembre 2008, texte intégral.
- Jan Bucquoy et Jacques Santi, Autonomes, ANSALDI, 1985.
- Action directe. Du terrorisme français à l’euroterrorisme, Alain Hamon et Jean-Charles Marchand, Seuil, 1986.
- Paroles directes. Légitimité, révolte et révolution : autour d’Action Directe, Loïc Debray, Jean-Pierre Duteuil, Philippe Godard, Henri Lefebvre, Catherine Régulier, Anne Sveva, Jacques Wajnsztejn, ACRATIE, 1990.
- Guy Dardel, Un Traître chez les totos, Actes Sud, 1999 (roman).
- Parisquat - Des squats politiques à Paris 1995-2000, Jean Berthaut, Atelier de création libertaire, 2008.
- Clément Barette, La pratique de la violence politique par l’émeute. Le cas de la violence exercée lors des contre-sommets, mémoire de DEA, Université Panthéon-Sorbonne, 2002.
- Paolo Stuppia, L’Héritage des mouvances situationniste, autonome et anti-industrielle dans les tracts du mouvement du printemps 2006, dossier de recherche de master 1, Université Panthéon-Sorbonne, 2007.
- Collectif « Le jardin s’embrase », Les mouvements sont faits pour mourir…, Tahin Party, 2007, 220 p. (ISBN 978-2-912631-16-9) : texte sur le mouvement anti-CPE.
- Gaël Cogné, Autoportraits d’autonomes, Libération, 18 février 2009, texte intégral.
- Rémy Piperaud, Radiographie du mouvement autonome, mémoire de master II, Université de Versailles-Saint-Quentin-en-Yvelines, 2009.
- Isabelle Mandraud, Caroline Monnot, « L'archipel des autonomes », Le Monde, 7 novembre 2009, texte intégral.
- Davide Gallo Lassere, Contre la loi travail et son monde. Argent, précarité et mouvements sociaux, Éditions Eterotopia, 2016 : traitement du sujet d'un point de vue proche des opéraïstes en avançant l'idée « de la socialisation des revenus et de son lien avec les luttes antiraciales ».
- Serge Cosseron, Les militants d'ultragauche ont « une volonté d'aller au contact des forces de l'ordre », Le Parisien, 18 octobre 2017, [lire en ligne].
- Christophe Bourseiller, Le temps des révolutions minuscules, Le Monde, 6 juin 2009, [lire en ligne].

#### Les situationnistes
- Patrick Marcolini, Le mouvement situationniste - une histoire intellectuelle, Éditions L'échappée, 2012.
- Pascal Dumontier, Les situs et mai 68, éditions IVREA, 1997.
- Enragés et situationnistes dans le mouvement des occupations, René Vienet, Éditions Gallimard, 1968.
- Sergio Ghirardi, Nous n'avons pas peur des ruines - les situationnistes et notre temps, préface de Raoul Vaneigem, Éditions L'Insomniaque, 2003.
- Internationale situationniste, réédition des 12 numéros de 1958 à 1969, Éditions Arthème Fayard, 1997 et 2004.
- De la misère en milieu étudiant considérée sous ses aspects économique, politique, psychologique, sexuel, et notamment intellectuel et de quelques moyens pour y remédier, Mustapha Khayati, éditions de l'Union Nationale des Étudiants de France (UNEF) de l'Université de Strasbourg, 1966 ; multiples rééditions dont : éditions Champ Libre, 1976 et Éditions Sulliver, 1995.
- Guy Debord, La société du spectacle, Éditions Buchet-Castel, 1967.
- Raoul Vaneigem, Traité de savoir-vivre à l'usage des jeunes générations, Éditions Gallimard, 1967.